# Lijst van personages uit Prison Break
Dit is een lijst van personages uit Prison Break.

## Hoofdpersonages
| Personage                                  | Acteur              | Omschrijving |
| ------------------------------------------ | ------------------- | --- |
| Michael "Fish" Scofield                    | Wentworth Miller    | Protagonist van de serie en jongere broer van Lincoln Burrows. Hij heeft een psychische aandoening die in combinatie met zijn hoge IQ hem het vermogen geeft om alles tot in de kleinste details te kunnen onthouden. Hij heeft civiele techniek gestudeerd en werkt bij een ontwerpbureau. Hij is ervan overtuigd dat Lincoln onschuldig is en besluit hem te gaan bevrijden. Het bureau waar hij werkt heeft de Fox River-gevangenis ontworpen en zo kan hij een plan bedenken voor een ontsnapping. Het lukt hem uiteindelijk om te ontsnappen, maar nadat hij in seizoen 2 op de vlucht is geweest, belandt hij in seizoen 3 opnieuw in de gevangenis; deze keer in Sona. Hij moet hier samen met James Wishtlers uitbreken. Dit lukt hem, maar vrij is hij nog altijd niet wanneer Don Self hem vraagt om Scylla van The Company te stelen. Als hem ook dit lukt, wordt hij weer belazerd en besluit hij tegen The Company te gaan vechten. Dit gevecht wint hij en alles lijkt goed te komen. Echter wanneer zijn vrouw Sara in de gevangenis belandt, wil hij haar helpen met ontsnappen, wat zijn dood wordt. Hij heeft een zoontje genaamd naar hem. |
| Lincoln "Linc the Sink" Burrows            | Dominic Purcell     | Broer van Michael Scofield. Hij zit onterecht vast voor de moord op Terrence Steadman, de broer van de vicepresident, een moord die hij niet heeft gepleegd. Lincoln wordt echter gepakt en veroordeeld tot de doodstraf die in Fox River voltrokken zal worden. Michael wil hem helpen ontsnappen uit Fox River, dit lukt en samen slaan ze op de vlucht voor onder anderen Special Agent Mahone. In seizoen 4 gaat hij samen met een hele groep achter Scylla aan. Als Michael opeens erg ziek wordt, kan hij worden geopereerd door The Company, maar dan moet Lincoln voor The Company gaan werken. Hij besluit dit te doen waardoor Michael en Lincoln ruzie krijgen. Uiteindelijk komen ze terug bij elkaar en verslaan ze The Company. Vier jaar later is Lincoln samen met Sofia en zijn zoon L.J. |
| Fernando Sucre                             | Amaury Nolasco      | Een Puerto Ricaan en de celmaat van Michael Scofield. Hij is gepakt voor meerdere gewapende overvallen op een avondwinkel. Hij is smoorverliefd op Maricruz. Zijn neef Hector is ondertussen bezig om Maricruz van Fernando af te pakken. Hij zit ook in het groepje dat gaat ontsnappen samen met Michael. Als dit lukt wil hij in seizoen 2 naar zijn geliefde Maricruz toe. Hij vindt haar en wil een rustig leventje met haar gaan leiden. Bellick vindt hen uiteindelijk, maar hij gaat in plaats van Sucre naar Mahone te brengen in plaats van samen met Sucre achter het geld van Westmoreland aan te gaan. In seizoen 3 probeert hij samen met Lincoln Michael uit de gevangenis te krijgen. Dat kost hem bijna het leven en zelf een plekje in Sona. Na de grote brand in Sona komt hij samen met Bellick weg en sluiten ze zich aan bij het groepje van Michael. Als Burrows, Self, T-Bag en Mahone voor The Company gaan werken, besluit Sucre weg te gaan naar Maricruz en zijn dochtertje. Uiteindelijk wordt ook Sucre vrijgesproken. |
| Dokter Sara Tancredi                       | Sarah Wayne Callies | Sara Tancredi is de ziekenhuisdokter van Fox River. Nadat ze afkickte van een drugsverslaving, bood Captain Brad Bellick haar een baan aan in Fox River State Penitentiary. Ze twijfelde even, maar besloot het uiteindelijk te doen. Ze kreeg een oogje op Michael en heeft ze uiteindelijk helpen uitbreken. In seizoen 3 werd ze gegijzeld door Gretchen, maar ze wist te ontsnappen. In seizoen 4 belandt ze na het vermoorden van Cristina in een vrouwengevangenis in Miami. Michael weet haar hieruit te krijgen maar dit kostte hem wel zijn leven. Ze heeft ook een zoontje van Michael, genoemd naar hem. |
| L.J. Burrows                               | Marshall Allman     | Nadat zijn vader Lincoln definitief werd veroordeeld tot de doodstraf veranderde LJ compleet. Hij begon met het handelen in marihuana, waarvoor hij werd gearresteerd. Later werd hij (onterecht) opgepakt wegens de moord op zijn moeder en stiefvader. In seizoen 2 slaat hij samen met zijn vader op de vlucht. Hij wordt echter gearresteerd en besluit tijdelijk weg te blijven bij zijn vader. In seizoen 3 wordt hij ontvoerd door The Company en wordt hij vrijgelaten in ruil voor Wishtlers. |
| Captain Brad Bellick                       | Wade Williams       | Brad Bellick is de hoofdbewaker van Fox River State Penitentiary in seizoen 1. In seizoen 2 wordt hij ontslagen en gaat hij met Roy Geary op zoek naar de gevangenen en de 5 miljoen dollar. T-Bag heeft Roy vermoord en wil het laten lijken alsof het Bellick was die dit heeft gedaan. Uiteindelijk vliegt Bellick terug naar Fox River waar hij flink wordt afgetuigd. Mahone weet Bellick uit de gevangenis te krijgen als hij voor hem komt werken. Bellick gaat hiermee akkoord. Aan het einde van seizoen 2 belandt hij samen met Michael, Mahone en T-Bag in Sona. Hij wil met Michael mee ontsnappen, maar dit lukt niet omdat hij Michael verraadt. Aan het einde van seizoen 3 breekt er een grote brand uit in Sona waardoor Bellick samen met Sucre kan ontsnappen. In seizoen 4 sterft hij terwijl hij Michael helpt om Scylla te stelen van The Company. |
| Agent Paul Kellerman                       | Paul Adelstein      | Paul Kellerman is een agent die werkt voor de geheime dienst. Hij werkt voor The Company, samen met Mahone. Echter wordt hij ontslagen nadat Sara Tancredi, die hij moest vermoorden, weet te ontsnappen. Hij besluit dan om Michael te helpen en hij schiet Mahone neer. Nadat ook Michael hem niet meer nodig heeft, probeert Kellerman zelfmoord te plegen maar als zijn geweer weigert besluit hij te gaan getuigen in de rechtszaak tegen Sara. Hij wordt opgepakt maar tijdens zijn transport wordt hij bevrijd. Hij werkt nu voor de Verenigde Naties en zorgt ervoor dat Michael, Mahone, Lincoln en Sucre vrijuit gaan. |
| Theodore "T-Bag" Bagwell                   | Robert Knepper      | T-Bag is geboren door incest en verkrachting. Als Theodore volwassen is geworden, maakt hij zich schuldig aan moord, poging tot moord, mishandeling, verkrachting, en ontvoering. Hij heeft pedofiele neigingen. Hij is een van de grote mannen binnen Fox River en komt daarom snel achter het ontsnappingsplan van Michael. Hij ontsnapt mee en gaat achter de 5 miljoen van Westmoreland. Uiteindelijk wordt hij opgespoord door Bellick en belandt hij in Sona. Hier wordt hij vriendjes met baas Lechero en willen ze met Michael mee ontsnappen. Dit lukt niet en Lechero wordt neergeschoten. Na een grote brand lukt het T-Bag toch om weg te geraken uit Sona. In seizoen 4 gaat hij onder een andere identiteit werken bij Gate en helpt hij Gretchen om aan Scylla te komen. Uiteindelijk mislukt dit en gaat hij voor The Company werken. |
| Veronica Donovan                           | Robin Tunney        | Veronica Donovan is advocate van Burrows en daarnaast ook ex-vrouw van hem. Ze gelooft in Burrows onschuld en ze wil de zaak opnieuw aanspannen. Echter wil niemand anders haar geloven behalve advocaat Nick Savrinn, maar ook hij blijkt niet te zijn wie hij was. Hij kiest uiteindelijk toch kant voor Veronica maar dit betekent wel zijn dood. Ze wordt vermoord in het tweede seizoen, nadat ze het huis van Terrence Staedman binnen was gelopen, een huis zonder uitgang. Ze wilde vervolgens de politie bellen, maar werd toen neergeschoten door de bewakers van Steadman. |
| John Abruzzi                               | Peter Stormare      | Abruzzi is een maffiabaas die opgepakt is voor een dubbele moord. Hiervoor is hij veroordeeld tot 120 jaar. Hij is gepakt door de getuige Fibonacci. Door de contacten van Abruzzi heeft hij de macht over het werk in de gevangenis. Na de ontsnapping weet hij terug te komen bij zijn vrouw en kinderen. Een list van Mahone lokt hem in de handen van de FBI. Abruzzi wordt doodgeschoten omdat hij zijn wapen niet neerlegde en niet knielde met zijn handen achter zijn hoofd. |
| Benjamin Miles "C-Note" Franklin           | Rockmond Dunbar     | C-Note was een sergeant tijdens de Golfoorlog. Tijdens zijn ronde in een gevangenis in Irak komt hij erachter dat zijn medesoldaten illegaal gevangenen martelen. Hij wil dit aan de kaak stellen, maar hij wordt oneervol ontslagen. Thuisgekomen houdt hij de schijn op aan zijn vrouw en kinderen dat hij nog steeds in het leger zit. Zijn zwager heeft een klusje voor hem: een vrachtwagen vol gestolen spullen transporteren. C-Note wordt gepakt en komt in Fox River terecht. Hij komt erachter dat Scofield wil ontsnappen en hij wil mee. Als hij met de rest is ontsnapt, keert hij terug bij zijn vrouw en dochter. Hij weet lang uit handen van de politie te blijven maar geeft zich aan als zijn dochter doodziek wordt. Mahone dwingt hem zelfmoord te plegen. Dat mislukt en de FBI geeft hem zijn vrijheid in ruil voor een getuigenis tegen Mahone. |
| Alexander Mahone                           | William Fichtner    | Alexander Mahone is een Special FBI-agent die ervoor moet zorgen dat de vluchters worden gedood. Hij wil dit eigenlijk niet, maar hij wordt gechanteerd door The Company. Het lukt hem om Tweener, Abruzzi en Pathosik te vermoorden en om C-Note op te pakken. Hij is ook aan de drugs. Aan het eind van seizoen 2 belandt hij echter zelf in de gevangenis in Sona. Hierin wil hij samen met Michael en Wishtlers ontsnappen. Als dit is gelukt wordt hij ook gevraagd in de groep om Scylla terug te vinden. Als zijn zoontje wordt vermoord door Wyat slaan de stoppen bij Mahone door en hij zal alles doen om de moordenaar van zijn zoon te vinden. Als dit is gelukt, martelt hij hem en vermoordt hij hem uiteindelijk. Aan het einde van seizoen 4 moet hij noodgedwongen opnieuw voor The Company werken, uiteindelijk lukt het hem wel om samen met Michael The Company op te rollen. In The Final Break helpt hij Michael om Sara uit de gevangenis te krijgen door de FBI op een verkeerd spoor te zetten. |
| James Whistler                             | Chris Vance         | Een van de gevangenen in Sona waar hij zich heeft verborgen. Michael heeft de opdracht gekregen om hem te bevrijden uit Sona in ruil voor L.J. Na een tijdje lukt dit hem, alleen Whistler gaat ervandoor tijdens de ruil. In seizoen 4 wil hij samen met Michael achter Scylla aangaan, echter wanneer hij Michael vertelt over Scylla wordt hij doodgeschoten door Wyat. |
| Lechero                                    | Robert Wisdom       | Drugsbaron Lechero is de baas van Sona. Hij regelt alles binnen de gevangenis muren en is de grote man. Hij raakt bevriend met T-Bag en samen willen ze met Michael mee ontsnappen, dit mislukt echter en Lechero wordt neergeschoten en uiteindelijk verstikt door T-Bag. |
| Sofia Lugo                                 | Danay Garcia        | De vriendin van Whistler. Ze krijgt later iets met Burrows wanneer ze erachter komt dat Whistler haar heeft voorgelogen. |
| Susan B. Anthony (Alias) - Gretchen Morgan | Jodi Lyn O'Keefe    | Susan B. Anthony is een agente die werkt voor The Company. Licoln moet zich elke dag bij haar melden om te vertellen wat Micheal de dag ervoor heeft bereikt. Ze wordt ook wel Gretchen genoemd. Als het haar niet lukt om Whistler te krijgen wordt ze door the company gevangengenomen. Ze weet uiteindelijk te ontsnappen en ze gaat samenwerken met T-Bag en de groep van Michael. Uiteindelijk wil ze samen met Don Self Scylla gaan verkopen, maar ze wordt neergeschoten door de koper. Ze wordt opgepakt en opgesloten in de vrouwengevangenis waar Sara ook terechtkomt. Ze wil samen met Sara ontsnappen, maar ze wordt betrapt, Sara net niet. Ze verraadt Sara niet zodat ze toch kan ontsnappen. |
| Don Self                                   | Michael Rapaport    | Don Self is een agent van het Homeland Secrurity. Hij wil Michael en zijn crew vrijspreken als zij Scylla te pakken kunnen krijgen. Echter als ze dit is gelukt verdwijnt Self met Scylla en laat hij Michael en de crew met een pak blanco papieren achter. Hij wil Scylla gaan verkopen en daar veel geld voor krijgen. Dit mislukt en na een tijdje gaat ook hij voor The Company werken. Wanneer zij echter zijn vrouw vermoorden en hem daarna willen vermoorden springt hij van 5 hoog in het water. Zijn benen zijn gebroken en hij raakt verlamd. |

## Bijrollen
- Generaal Krantz gespeeld door Leon Russom - Hij is de grote baas van The Company. Hij wil dat Kim ervoor zorgt dat Michael in Sona komt om zo Whistler te laten ontsnappen. Hij is meedogenloos. In seizoen 4 steelt Michael Scylla van hem, dit drijft hem tot het uiterste. Uiteindelijk wordt The Company opgerold en krijgt Generaal Krantz de doodstraf.

- David "Tweener" Apolskis gespeeld door Lane Garrison - Tweener is een jonge gevangene, die na de helft van de eerste serie voor het eerst in het verhaal komt. Hij verleent een gunst aan Michael, maar die weigert Tweener in de groep vluchters op te nemen. Apolskis wordt door hoofdcipier Brad Bellick gevraagd luistervink te spelen en Michael te verklikken. Tweener wordt in seizoen 2 gepakt en doodgeschoten door Mahone.

- Charles Westmoreland gespeeld door Muse Watson - Westmoreland zit al 28 jaar vast in Fox River. Het gerucht gaat dat hij de legendarische vliegtuigkaper D.B. Cooper is. Hij is een van de gevangenen die met Michael gaat uitbreken. Hij zal dit echter nooit meemaken want hij overlijdt aan een verwonding opgelopen in een vechtpartij met Bellick.

- Directeur Henry Pope gespeeld door Stacy Keach - Henry Pope is de directeur van gevangenis Fox River, maar wordt ontslagen als gevolg van de ontsnapping.

- William Kim gespeeld door Reggie Lee - "Bill" Kim is de baas van Kellerman en werkt voor de president. Hij is degene die ervoor zorgt dat Kellerman zijn baan bij de Secret Service verliest. Kellerman wil daarom wraak op Kim. Kim is ook de persoon die Mahone chanteert en hem de Fox River Eight laat opsporen en vermoorden. Hij krijgt later de opdracht om Michael in Sona te krijgen, maar hij wordt doodgeschoten door Sara.

- Caroline Reynolds gespeeld door Patricia Wettig - Caroline Reynolds wordt in het tweede seizoen de president van de Verenigde Staten. Ze is de zus van Terrence Steadman.

- Charles "Haywire" Patoshik gespeeld door Silas Weir Mitchell - Patoshik zit vast in Fox Rive voor de moord op zijn ouders. Na zijn ontsnapping wil hij naar Nederland varen maar Brad Bellick spoort hem op en hij pleegt zelfmoord.

- Nick Savrinn gespeeld door Frank Grillo - Nick Savrinn is in het eerste seizoen een van de advocaten van Lincoln Burrows, maar wordt uiteindelijk vermoord.

- Agent Danny Hale gespeeld door Danny McCarthy - Danny Hale is een agent die werkt voor The Company, totdat hij door zijn collega Paul Kellerman wordt neergeschoten.

- Roy Geary gespeeld door Matt DeCaro - Roy Geary was een van de bewakers van Fox River, tot hij werd ontslagen. In seizoen 2 gaat hij samen met Brad Bellick op zoek naar de ontsnapte gevangenen. Hij wordt uiteindelijk door T-Bag vermoord.

- Otto Fibonacci gespeeld door Roderick Peeples - De man die John Abruzzi heeft verlinkt, waardoor deze in Fox River is beland. Leeft onder een nieuwe identiteit in Kansas.

- Seth Hoffner gespeeld door Blaine Hogan - Hoffner zit in Fox River voor autodiefstal en kidnapping. T-Bag valt hem constant lastig en als gevolg daarvan pleegt hij zelfmoord.

- Susan Hollander gespeeld door K.K. Dodds - De ex-vriendin van T-Bag.

- Pamela Mahone gespeeld door Callie Thorne - De ex-vrouw van Alexander Mahone en de moeder van Cameron.

- Louis Patterson gespeeld door Phillip Edward Van Lear - Een van de bewakers in Fox River State Penitentiary.

- Ed Pavelka gespeeld door Brandon Smith - Nadat Henry Pope ontslagen is, is hij de nieuwe directeur van Fox River.

- Wheeler gespeeld door Jason Davis - Een FBI-agent.

- Katie Welch gespeel door DuShon Monique Brown - Dokter in Fox River State Penitentiary en een vriendin van Sara Tancredi.

- Jason "Maytag" Buchanan gespeeld door Bryan Hamman - Vriendje van T-Bag in aflevering Allen in seizoen 1.